# Богородське (Казахстан)
Богоро́дське (каз. Богородский) — село у складі району Беїмбета Майліна Костанайської області Казахстану. Входить до складу Новоільїнського сільського округу.
Населення — 143 особи (2021; 192 у 2009, 329 у 1999, 366 у 1989).